# Sociedade Esportiva Santa Inês
A Sociedade Esportiva Santa Inês é um clube brasileiro de futebol, da cidade de Santa Inês, no estado do Maranhão. O estádio onde o Canarinho do Vale do Pindaré manda suas partidas é o Artemas Santos, com capacidade para 9.146 torcedores.
Atualmente seu departamento esta desativado.

## História
Em 2001, o Santa Inês, sob a chefia do presidente Elias Santos Neto, estreia no campeonato da primeira divisão.
A equipe do Santa Inês manteve a base do time que disputou o Campeonato Maranhense de 2001 e contratou mais seis jogadores no interior do Maranhão. O resultado foi o vice-campeonato para a equipe do Sampaio Corrêa.[carece de fontes?]
No ano de 2006, o clube foi rebaixado ao terminar na penúltima colocação com 16 pontos. O clube paralisou suas atividades e nunca voltou.[carece de fontes?]